# Муравлёвка (Одесская область)
Муравлёвка (укр. Муравлівка, рум. Muravleanca) — село на территории Измаильского района Одесской области.
Село Муравлёвка, площадью 204,6 га, расположено на западном берегу озера Китай в 7 км от реки Дунай, в 50 км от райцентра г. Измаил и в 12 км от железнодорожной станции Дзинилор.
В настоящее время[когда?]

 население села составляет 1100 человек, количество дворов 540. В селе имеется школа на 300 мест, Дом Культуры на 550 мест. До 2000 года на территории села находилось КСП «Заря» с площадью 2969 га пахотной земли. В настоящее время[когда?]

 земля распаевана и её арендуют шесть сельскохозяйственных предприятий.

## История
Населенный пункт был основан усилиям казаков-старообрядцев, пришедших сюда в 1742 году. Своим названием Муравлёвка обязана одному из казаков Кондрату Муравлёву, который отличался особой смелостью.
В начале своего существования это был маленький хутор, население которого жило за счет рыбы и того, что выращивалось на богатых землях Придунавья.
После взятия Измаила многие казаки казаки получили право жить на отвоеванных землях вокруг него. Со старообрядцев была снята снята царская немилость и им позволили строить на территории Бессарабии старообрядческие храмы из камня.
В 1827 году в селе проживало 234 жителя, из которых 122 мужского пола, была старообрядческая часовня Покрова Пресвятой Богородицы. В 1835 году в селе проживало уже 430 человек.
В 1856 году Южная Бессарабия отходит к турецкому вассальному Молдавского княжеству, что делает возможной пристройку в 1859 году к часовни алтаря с престолом. Новая Покровская церковь построена в 1913—1925 годах и действует до сих пор.
В 1909 году в селе был основан старообрядческий женский монастырь Усекновения честнейшей главы Иоанна Предтечи, разрушенный советскими властями в 1950-х годах.
В 1924 году жители села принимали участие в Татарбунарском восстании против румынских властей. Трое жителей (Соколов Кондрат Фомич, Корнеев Никифор Филиппович и Котов Иван Фирсович) были арестованы и прилюдно казнены в селе Васильевка Килийского района.
Во время Великой Отечественной войны на фронт из села ушло 258 человек из них 129 не вернулось. В центре села стоит памятник погибшим воинам и каждый год 9 Мая в церкви проходит служба по убиенным, а у памятника — митинг.

## Население и национальный состав
По данным переписи населения Украины 2001 года распределение населения по родному языку было следующим (в % от общей численности населения):
По Муравлёвскому сельскому совету: русский — 94,15 %; украинский — 2,89 %; молдавский — 1,98 %; болгарский — 0,49 %; гагаузский — 0,25 %; румынский — 0,16 %.